# Hochland von Abessinien
Das Hochland von Abessinien (Hochland von Äthiopien, Abessinische Alpen oder Äthiopisches Hochland) liegt als bis 4533 m hohes Hochland bzw. Hochgebirge in Zentral- und Nord-Äthiopien sowie in Zentral- und West-Eritrea.

## Geographie

### Lage
Das Hochland von Abessinien erstreckt sich über die äthiopischen Verwaltungsregionen Amhara, Oromia und Tigray, sowie die eritreischen Regionen Maekel, Debub, Gash-Barka und Anseba. Im Nordwesten Äthiopiens geht es nach und nach in die Nubische Wüste über. Auf eritreischem Gebiet fällt die Landschaft zum Roten Meer steil ab. Im Südosten stößt das Hochland an den Nordteil des Großen Afrikanischen Grabenbruchs, von dem hier der Ostafrikanische Grabenbruch abzweigt. Dieser beginnt mit dem Abessinischen Graben, der das Abessinische Hochland vom Somali-Hochland trennt, das auch Südliches Äthiopisches Hochland genannt wird. Im Süden geht das Gebirge in den zuvor genannten Grabenbruch über, in dem sich neben einigen anderen Seen der Turkanasee befindet. Südwestlich und westlich schließt sich das Niltal an und die Sümpfe des Sudds. In Nord-Süd-Richtung ist das Hochland etwa 1000 km lang und in West-Ost-Richtung bis zu 500 km breit, was etwa der Größe der Alpen entspricht.

### Landschaftsbild

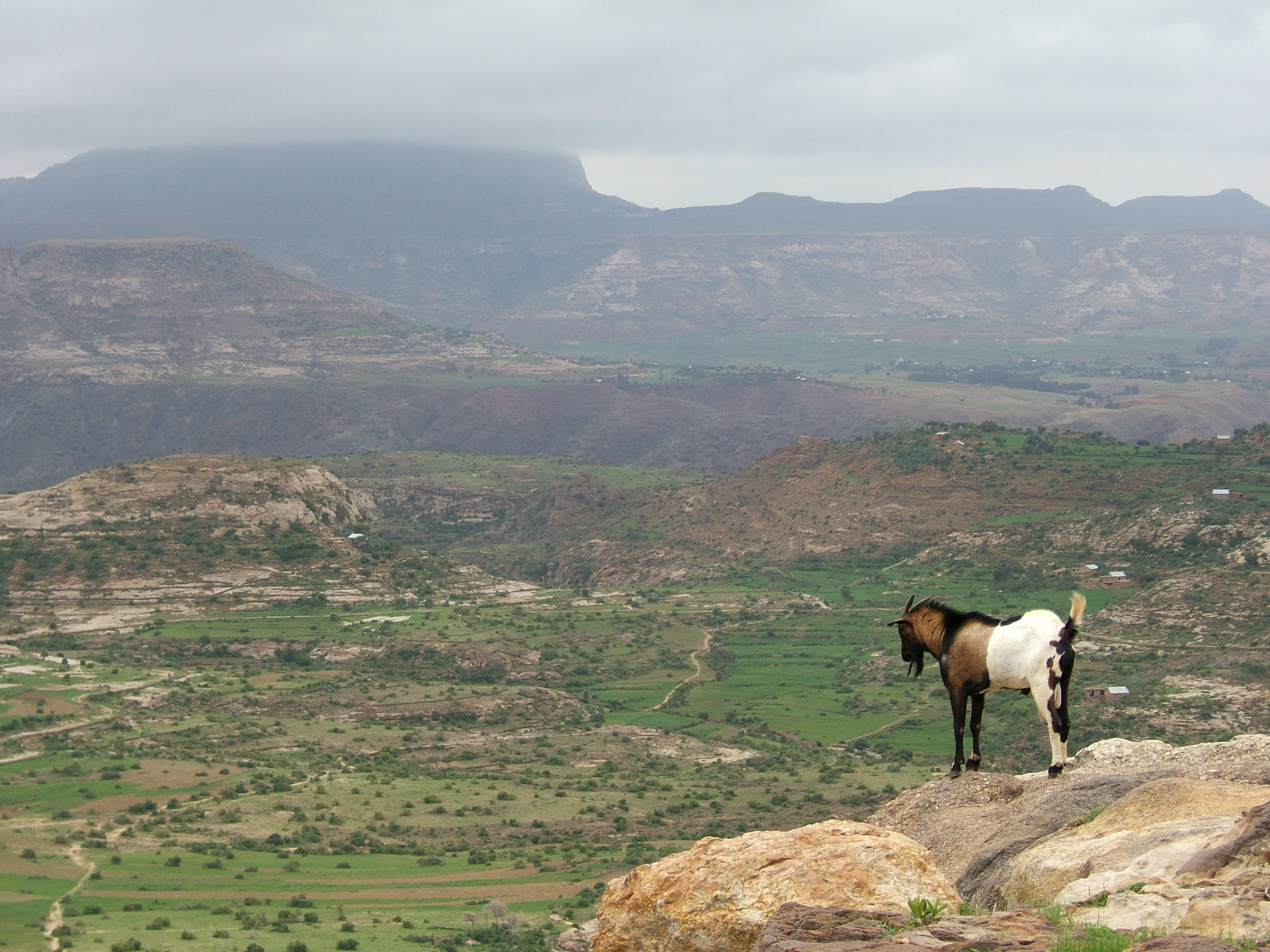
Das äthiopische Hochland

Das abessinische Hochland ist geprägt von weiten Hochebenen, die durch tiefe Schluchten unterbrochen und von einzelnen Erhebungen überragt werden, und deren mittlere Höhe zwischen 2500 m und 3500 m liegt. Eine herausragende Hochgebirgslandschaft stellt das Simien-Gebirge mit dem Ras Daschän (4533 m) als höchster Erhebung dar sowie einzelne markante Erhebungen wie der Guna Terara (4120 m). Südlichster Ausläufer ist das Bale-Gebirge mit dem Berg Tulu Dimtu (4377 m) im Südosten Oromias.
Aus der sich im Nordwesten an das Hochland anschließenden Nubischen Wüste im Sudan steigt das Gelände nur allmählich über Hochländer und die Landesgrenze nach Äthiopien an. Durch den Nordteil des in diesem Grenzbereich beginnenden Gebirges zieht sich die Sahelzone: Letztere kommt in dieser Gegend als etwa 100 km breiter Streifen aus Richtung Westen und knickt dann nach Norden ab, um vom Nordteil des Hochlands mit bis zu 500 km Breite entlang der Küste des Roten Meeres und damit vor allem durch das Nachbarland Eritrea nach Südosten zu führen.
An seinem Ostrand fällt das Hochland von Abessinien steil ab, um in der westlich der Grenze zu Eritrea liegenden Koba-Senke, eine Depression, am Ufer des Karumsees sogar bis auf 116 m unter den Meeresspiegel abzufallen; darin gibt es ein Sumpfgebiet, das von den Bach- und Flussläufen, die aus dem recht niederschlagsreichen Zentrum des Hochlands kommen, gespeist wird. Die östliche Gegend wird von Trocken- und Feuchtsavannen bestimmt, die noch weiter im Osten in den breiten Streifen des Sahels übergeht.
In Richtung Südosten, wo sich der oben genannte Grabenbruch in Nordost-Südwest-Richtung durch Äthiopien zieht, geht das Hochland von Abessinien über die Feuchtsavanne in die Dornsavanne des Grabens über; darin befinden sich viele Seen.
Das Zentrum des Gebirges wird zumeist von Grasland auf den waldlosen und felsigen Tafelbergen, die oft senkrecht abfallende Felswände aufweisen, bestimmt. In Kriegen früherer Jahrhunderte waren besonders markante Felsplateaus, Amba genannt, uneinnehmbare Festungen, aber auch Orte der Verbannung für von der Erbfolge ausgeschlossene Mitglieder der Herrscherfamilien.
Richtung Südwesten und Westen fällt das Gelände über die Trockensavanne allmählich zu den Tälern des Blauen und Weißen Nils hin ab.

### Berge

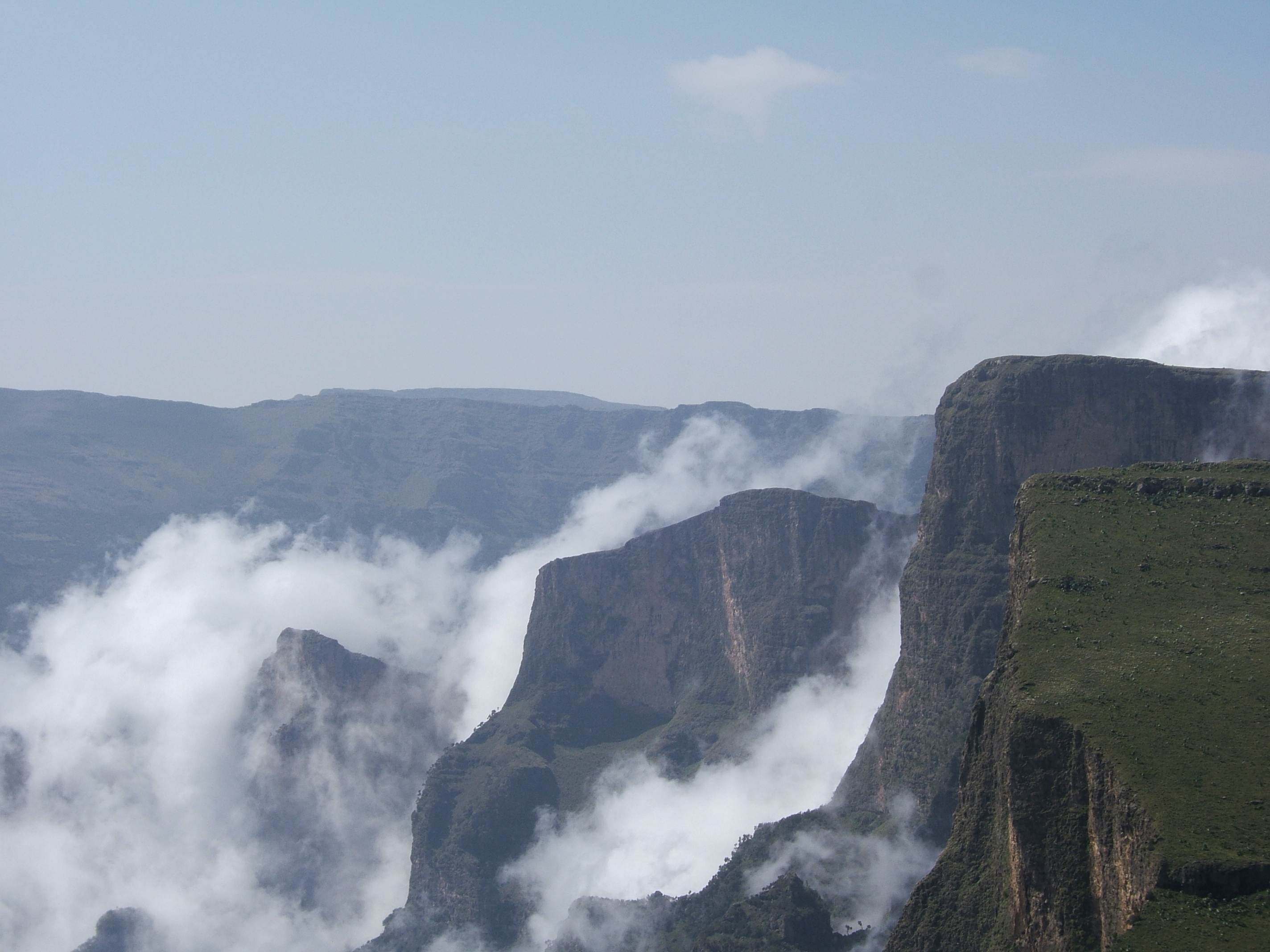
Simien-Gebirge

Das recht zerklüftete Hochgebirge ist etwa 2000 bis maximal 4533 m hoch. Die höchsten Gipfel sind manchmal für längere Zeit mit Schnee bedeckt – ein Grund dafür, dass der Blaue Nil, der aus dem Tanasee und dessen Zuflüssen stammt, so reichhaltig Wasser erhält.
Zu den Bergen im Hochland von Abessinien – sortiert nach Höhe in Meter (m):
| - Ras Daschän (4533 m) - Buahit (4510 m) - Talo (4413 m) - Tulu Dimtu (4377 m) - Kollo (4300 m) - Guge (4203 m) | - Birhan Terara (4154 m) - Guna Terara (4120 m) - Amba Alage (3438 m) - Tulu Welel (3301 m) - Dendi (3292 m) - Beleye (3131 m) |

### Gewässer
Zu den Gewässern im Hochland von Abessinien und in der Umgebung gehören:
| Fließgewässer - Akaki - Atbara - Awash - Awetu - Baro - Blauer Nil - Dawa - Elala - Gojeb - Jamma - Magech - Mareb - Omo - Tekeze-Setit | Stillgewässer - im Hochland - Aba-Samuel-Stausee - Ashangisee (2438 m) - Chomen-See (2226 m) - Hardibosee (Ardibbo; 2133 m) - Hayksee (1908 m) - Haroo Dandii - Tanasee (1786 m) - Tekeze-Talsperre (1145 m) - Wenchi (3450 m) - zwischen dem Hochland von Abessinien und dem Somali-Hochland, also im Großen Afrikanischen Grabenbruch: - Abajasee (1285 m) - Abijatta (1573 m) - Chamosee (1110 m) - Koka-Stausee (1592 m) - Langano (1582 m) - Shala (1558 m) - Zway (1636 m) - etwas südlich des Hochlandes: - Turkanasee (375 m) |

### Ortschaften
Zu den Ortschaften im Hochland von Abessinien gehören:
| - Adama (1712 m) - Adigrat (2457 m) - Addis Abeba (2355 m) - Adi Keyh (2400 m) - Adua (1907 m) - Aksum (2131 m) - Asmara (2300 m) - Bahir Dar (1840 m) - Debarq (2850 m) - Debre Berhan (2805 m) - Debre Markos (2446 m) | - Debre Tabor (2706 m) - Dese (2370 m) - Gonder (2133 m) - Lalibela (2500 m) - Jimma (1780 m) - Mek’ele (2084 m) - Senafe - Shire (Inda Selassie) (1907 m) - Yetmen (2396 m) - Sodore (1600 m) |

### Staaten
Staaten mit Anteil am Hochland von Abessinien sind:
- Äthiopien
- Eritrea

## Geologie
Gesteine vulkanischen Ursprungs prägen das Hochland von Abessinien. Insbesondere findet man verbreitet eine bis zu zwei Kilometer mächtige Lavadecke, die auf die Aktivität einer magmatischen Großprovinz vor 30 bis 25 Millionen Jahren zurückgeht.

## Klima und Landwirtschaft
Klimatisch gehört das abessinische Hochland insbesondere in den Gebieten über 2500 m zu den regenreichsten Gebieten des afrikanischen Kontinents, allerdings konzentriert auf die Monate Mai bis August. Dies führt zu einer auf die jeweiligen klimatischen Gegebenheiten abgestimmten Landwirtschaft, die je nach Höhenlage sich auf Viehzucht (Hochgebirge), den Anbau von Weizen und Gerste (Hochland) und den Anbau von Teff (mittlere Höhe bis 2500 m) konzentriert. Insgesamt kann das abessinische Hochland aufgrund der vulkanisch bestimmten Bodenzusammensetzung sowie der regelmäßig großen Regenmengen in den Sommermonaten (bei ganzjähriger Frostfreiheit ohne hohe Extremtemperaturen) zu den fruchtbarsten Regionen Ostafrikas gezählt werden. Problematisch sind allerdings in manchen Jahren unterdurchschnittliche Regenmengen (in der mittleren Höhe; z. B. Ost-Wollo in den 1980er Jahren) und „Spätregen“ während der Erntezeit im Dezember oder Januar, die zu Fäulnis des reifen Getreides führen können. Durch ein Regierungsprogramm zum Bau von kleinen, lokalen (dörflichen) Staubecken wurde in weiten Bereichen des Hochlandes das Risiko durch ausnahmsweise trockene Jahre minimiert. Jährlichen Niederschlagsmengen bis zu 1800 mm in den Hoch- und Höchstlagen stehen solche um die 1000 mm in den niedrigen Ausläufern des Hochlandes (untere Dega) gegenüber. Dadurch ist das Hochland in Hinblick auf das Dürrerisiko sehr heterogen. Problematisch ist, dass im Falle eines Ernteausfalls in einer Region des Hochlandes aufgrund der herrschenden Subsistenzwirtschaft kaum die Möglichkeit besteht, dass andere Regionen die betroffene Region mitversorgen, auch aufgrund des Fehlens finanzieller Mittel sowohl des Staates wie der Betroffenen.